# Neil Jones
Neil Jones (North Shore City, 16 febbraio 1982) è un ex calciatore neozelandese, di ruolo attaccante.

## Carriera

### Nazionale
Ha partecipato alla Coppa delle nazioni oceaniane 2004. In carriera ha segnato in totale 2 reti in altrettante presenze con la Nazionale neozelandese.